# Atari
Atari — американская компания по производству и изданию компьютерных игр. Atari оказала огромное влияние на зарождение индустрии видеоигр как перспективной сферы экономики в 1970-е годы, и до 1984 года занимала лидирующее положение на рынке видеоигр.
Первоначальная компания Atari, Inc. была основана в 1972 году, и в течение краткого времени получила широкую известность на рынке видеоигр. К концу 1970-х годов Atari, Inc. стала самой быстрорастущей компанией США, принося треть всего дохода своей материнской компании Warner Communications. Однако после кризиса индустрии видеоигр 1983 года Atari, Inc. была закрыта в 1984 году и разделена на несколько независимых компаний, которым так и не удалось впоследствии вернуть себе лидерство на рынке.
За историю существования бренда Atari существовало шесть различных компаний, носивших это имя: Atari, Inc. (1972—1984), Atari Corporation (1984—1996), Atari Games (1984—2003), Atari Interactive (основана в 1996, с 1998 по 2000 — дочернее предприятие Hasbro Interactive, с 2003 — дочернее предприятие Atari, SA), Atari, Inc. (основана в 2003, дочернее предприятие Atari, SA) и Atari, SA (основана в 2003, до этого известна как Infogrames) — современный владелец торговой марки Atari.

## История
В 1966 году, в Университете штата Юта, Нолан Бушнелл впервые увидел игру Spacewar!. Он решил, что игра имеет коммерческий потенциал в виде монетного игрового автомата, и несколько лет спустя он и Тед Дабни работали над вычислительным устройством, с которым можно было играть на чёрно-белом телевизоре в режиме одного игрока, которому нужно было стрелять в два НЛО. В результате этот игровой автомат был выпущен компанией Nutting Associates под названием Computer Space. Первоначально игра была установлена в рамках собственного рынка компании — прежде всего, в барах, и не имела особенного успеха. Бушнелл считал, что игра оказалась слишком сложной для среднего (возможно, пьяного) клиента и он начал поиск новых идей.
Бушнелл покинул Nutting Associates, чтобы вместе с Тедом Дабни создать новую компанию — Syzygy. Вскоре они наняли Аллана Алкорна в качестве первого инженера-проектировщика. Первая игра должна была стать автомобильной, но эта идея казалась слишком сложной. В мае 1972 года Нолан увидел демонстрацию Magnavox Odyssey, в которую входила игра, похожая на теннис. Он решил, что Аллан должен разработать аркадную версию этой игры, которая будет названа «Pong».
Когда в июне того же года фирма готовилась к акционированию, обнаружилось что имя Syzygy (сизигия, астрономический термин) в Калифорнии уже существует. Бушнелл выписал несколько терминов, взятых из игры го, и в итоге выбрал японское слово атари, которое в контексте го означает камень или группу камней, над которой нависла угроза захвата соперником. Кроме того, имя Atari безусловно намного лучше запоминается и легче произносится, чем Syzygy. Atari стала публичной компанией 27 июня 1972 года в Калифорнии.

### Atari, Inc.
В ноябре 1972 года первый Pong был готов. Он состоял из чёрно-белого телевизора, особой аппаратуры, реализующей игру, и механизма приёма монет, в состав которого входила картонная коробка из-под молока, в которую падали монеты. Для теста автомат был установлен в одном из пабов города Грасс-Валли (Калифорния), и скоро оказалось, что игра стала хитом. После того как переговоры о выпуске Pong, проведённые с несколькими компаниями, провалились, Бушнелл с Дабни решили выпускать игру своими силами, и Atari Inc. была основана в качестве разработчика и производителя монетных игровых автоматов.
В 1974 году Atari выпустила электронную игру Touch Me.
В 1970-е в Atari работал Стив Джобс, который позднее вместе со Стивом Возняком основал фирму Apple.
В 1975 году Atari приобретает компанию Cyan Engineering для разработки игровой системы нового поколения (проект «Stella») на основе недавно выпущенного микропроцессора MOS Technology 6502.

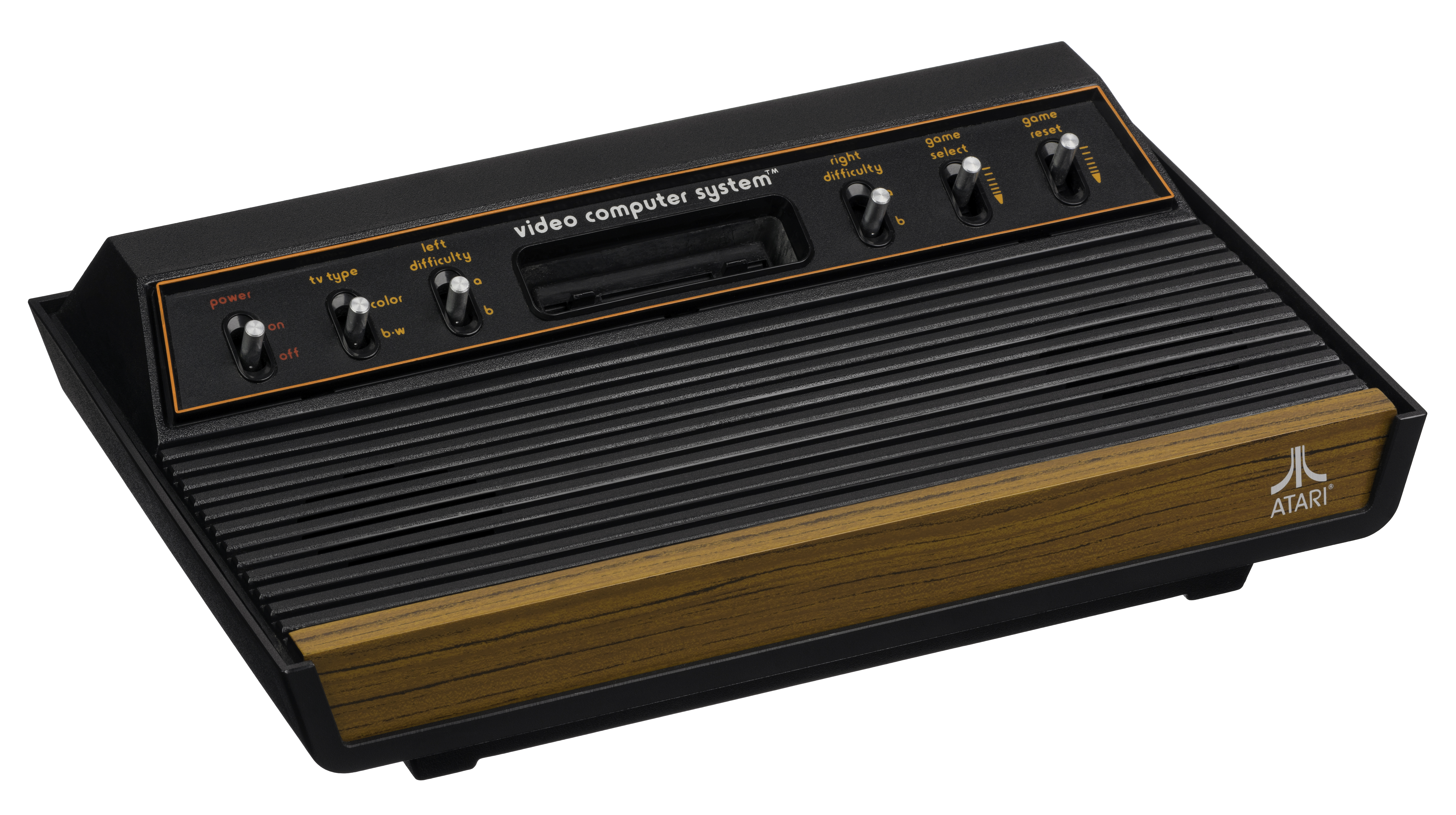
Atari 2600 (вторая версия)

В 1976 году Бушнелл понимал, что приставка, над которой идёт работа — это потенциальный хит, но на то, чтобы вывести её на рынок, нужны значительные средства.
Поэтому он продал Atari компании Warner Communications за 28 млн долларов. В октябре 1977 года игровая приставка была выпущена под именем Atari Video Computer System. Бушнелл покинул Atari в 1979 году.

### Подразделение Warner
В 1977 году Atari начал продажу игровой приставки Atari VCS (Video Computer System), в которой игры можно было менять, так как она использовала картриджи. Позже приставка была переименована в Atari 2600. Эта приставка на несколько лет стала лидирующей игровой приставкой в США.
Сразу после выпуска Atari VCS, инженеры Atari начали работу над новой системой, которая стала бы заменой 2600 к 1979 году. В феврале 1978 года директором Atari был назначен Рэй Кассар, который хотел, чтобы новая машина Atari позволила конкурировать с Apple на рынке домашних компьютеров. В то время рынок домашних компьютеров делили между собой Apple II, Commodore PET и TRS-80.

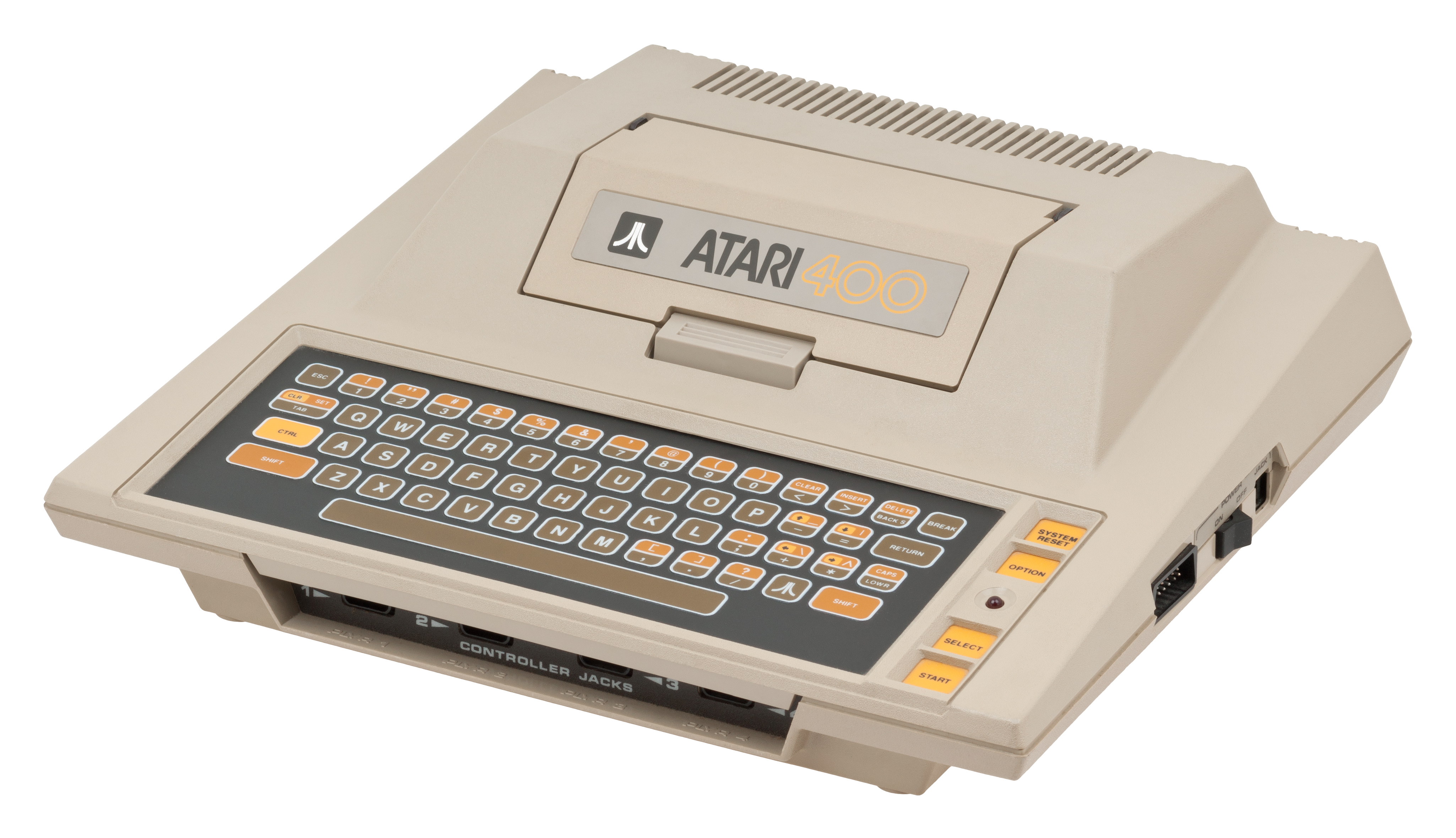
Atari 400

В 1979 году Atari, начинает продажу 8-разрядных домашних компьютеров Atari 400 и Atari 800. Atari 400 позиционировалась как игровая приставка с функциями компьютера, Atari 800 — как полноценный компьютер с функциями игровой приставки.
На рынке игровых приставок возросла конкуренция — в 1982 году была выпущена ColecoVision, для которой выпускался модуль расширения, позволяющий запускать игры на картриджах от Atari 2600.
В 1982 году Atari выпускает на рынок игровую приставку Atari 5200, основанную на аппаратном дизайне Atari 400/800, но несовместимую с ними. Продажи 5200 не были особенно удачными. Хотя графические возможности приставки были гораздо лучше 2600, библиотека доступных игр была значительно меньше.
Будучи частью Warner, Atari продавала игровые приставки и домашние компьютеры миллионами экземпляров. На пике, Atari обеспечивала треть годовых доходов Warner и стала самой быстрорастущей компанией на рынке США того времени.
Но внутри самой Atari были значительные противоречия: три подразделения — занимавшиеся игровыми автоматами (coin-op), игровыми приставками (consumer games) и домашними компьютерами — управлялись отдельно, практически не взаимодействовали друг с другом и даже рассматривали друг друга как угрозу.
В 1982 году Atari начинает продажи двух игр для 2600, которые были слишком сильно разрекламированы, но стали разочарованием — это Pac-Man и E.T. the Extra-Terrestrial. Продажи быстро пошли на убыль, что привело к росту нераспроданных остатков в магазинах, снижению цен и возвратам из магазинов поставщику, что привело к известному событию по уничтожению нераспроданных картриджей.
В 1983 году на рынке домашних компьютеров шла ценовая война, развязанная Джеком Трэмиэлом из Commodore; Atari приходилось снижать цены, чтобы удержать свою долю рынка.
Кроме того, в 1983 году разразился кризис на рынке компьютерных игр.
В попытке снизить расходы, Atari перенесла производственные линии на Тайвань.
События 1982—1983 существенно повлияли на доходы, и Atari стало убыточным подразделением для Warner Communications. Акции Warner упали в цене с 60 долл. до 20 долл. за акцию. Texas Instruments покинул рынок домашних компьютеров в ноябре 1983 года, и многие верили что Atari будет следующим.
В результате, в 1984 году Warner продаёт подразделения Atari, занимавшиеся производством компьютеров и игровых консолей, Джеку Трэмиелу, уволенному из основанной им же компании Commodore. Тремиел собирался составить конкуренцию Commodore при помощи Atari. Компания, созданная в результате слияний, получает имя Atari Corporation. У Warner осталось подразделение, выпускающее автоматы для видеоигр под маркой Atari Games.

### Atari Corporation
Джек Тремиел решил сосредоточиться на производстве компьютеров. Atari начала выпуск компьютеров серии XE, совместимых с моделями 400 и 800. В результате компания начала терять рынок игровых приставок.

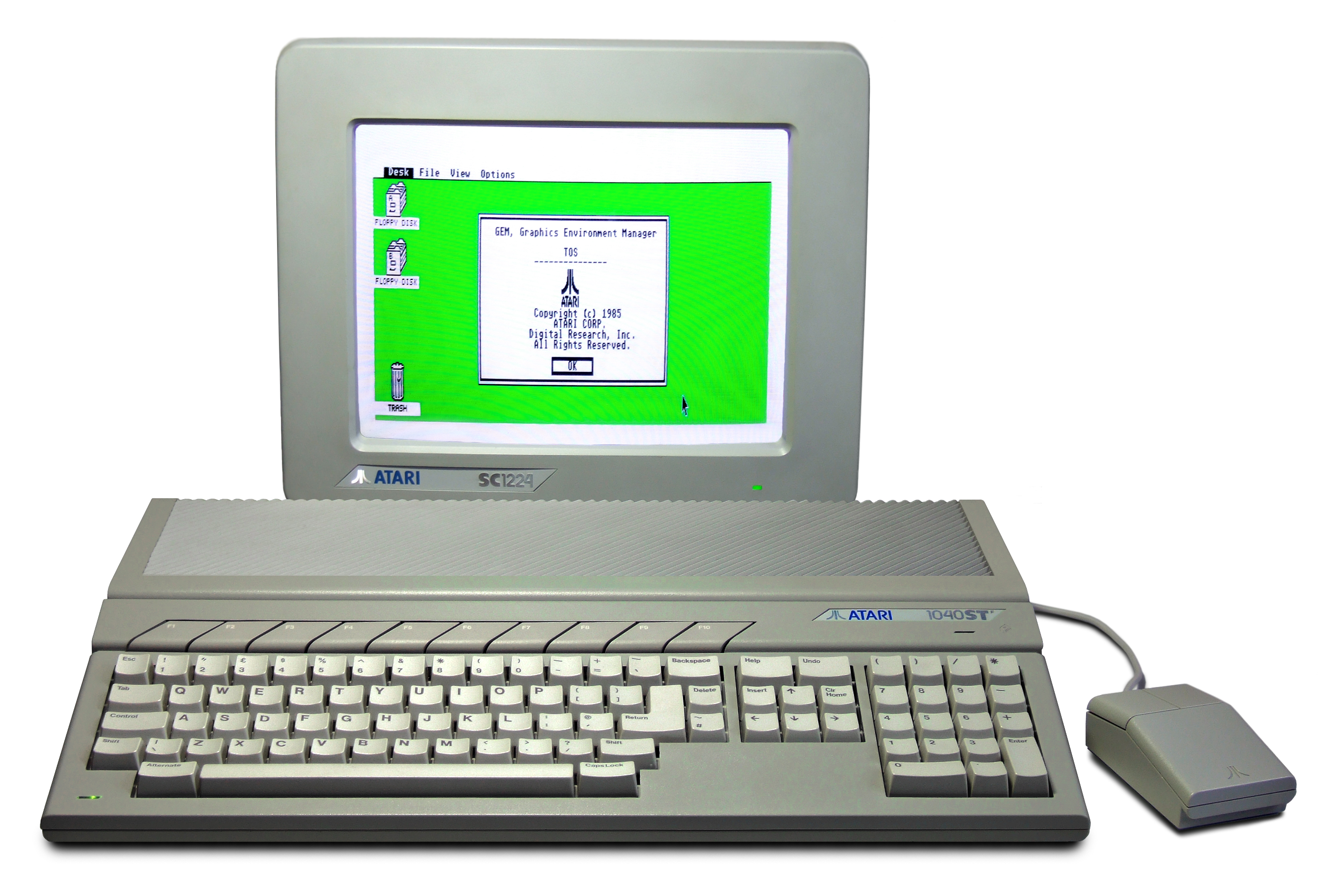
Atari ST

В 1985 году Atari выпускает 16-разрядный персональный компьютер Atari ST.
В 1986 году на рынок выходят две игровые консоли, разработанные двумя годами ранее — Atari 7800 и Atari 2600 Jr. Система 7800 имела обширную базу игр и по своим техническим характеристикам могла конкурировать с приставкой NES. Atari 2600 Jr. имела низкую по тем временам цену и была ориентирована на тех, кто не мог позволить себе приобретение японских игровых систем.
В 1987 году компания выпускает Atari XEGS — игровую приставку на основе компьютера 65XE и полностью совместимую с ним, но продажи не были особенно удачными.
В 1989 выпущена портативная игровая консоль Atari Lynx. Её успех был не очень большим, так как бо́льшую популярность в тот период приобрела Nintendo Game Boy. Приставка существовала на рынке в течение двух лет, после чего была заменена на более новую версию — Atari Lynx II.
В 1992 году выпускает 32-разрядный персональный компьютер Atari Falcon. В 1993 выпускает игровую приставку Atari Jaguar. Однако эти продукты не стали популярными. В 1996 году, после серии удачных судебных процессов, Atari осталась с миллионами на счетах, но без продуктов, которые могла бы продавать. Джек Тремиел и его семья стремились уйти из этого бизнеса: в июле 1996 года Atari объединилась с JTS Inc., сформировав JTS Corp. В марте 1998 года JTS продала бренд Atari и связанные с ним активы компании Hasbro Interactive за 5 млн долл.

### Atari Games
Во время кризиса 1983 года, подразделение по производству игровых автоматов Atari Coin оставалось единственной частью Atari, всё ещё приносящей прибыль.
В 1984 году Warner продала Джеку Тремиелу части Atari, занимавшиеся игровыми приставками и домашними компьютерами, но сохранила Atari Coin, переименовав его в Atari Games.
Atari Games продолжала выпускать игровые автоматы, а с 1987 года также и игровые картриджи для NES под брендом Tengen.
В феврале-апреле 1989 года Atari Games проиграла конкурентную схватку с лидером компьютерного игрового рынка, компанией Nintendo, за эксклюзивное право распространения «Тетриса» — популярнейшей игры родом из СССР, на видеоприставках и портативных игровых устройствах. Спор в суде по этому поводу в 1990 году также оказался проигранным. Это нанесло существенный урон компании (она, будучи уверенной в выигрыше, уже разработала собственную версию игры, изготовила около 500 тыс. копий и проводила мощную рекламную кампанию по её продвижению на рынке).
В 1989 году Warner Communications объединилась с Time Inc., сформировав компанию Time Warner. В 1993 году Time Warner выкупил контрольный пакет Atari Games и сделал эту компанию частью своего подразделения Time Warner Interactive.
В середине 1994 года Atari Games, Tengen и Time Warner Interactive Group были консолидированы под именем Time Warner Interactive.

### Atari SA
В октябре 2001 года французская компания Infogrames Entertainment, SA приобрела Hasbro Interactive, и вместе с ним торговую марку Atari и связанную с ней интеллектуальную собственность. В мае 2003 года Infogrames произвела ребрендинг — отказалась от использования своего имени в пользу Atari, став Atari, SA. До 24 марта 2008 года акции компании Atari, Inc. котировались на NASDAQ, но Infogrames выкупила все оставшиеся в публичном обращении акции.
20 января 2013 года американские подразделения Atari (Atari Inc., Atari Interactive Inc., Humongous, Inc. и California US Holdings, Inc.) подали заявку на признание себя банкротом, с тем чтобы отделиться от родительской компании — европейской Atari S.A. Все эти компании вышли из состояния банкротства годом позже и сформировали компанию Atari Casino.

## Основные продукты

### Ранее выпускавшиеся
- Pong
- Atari 1020
- Atari 1050 (дисковод)
- Atari 2600
- Atari 400/800/800XL (домашний)
- Atari 65XE (домашний)
- Atari 130XE (домашний)
- Atari 5200
- Atari 7800
- Atari XEGS (домашний)
- Atari Lynx (портативный игровой)
- Atari Jaguar
- Atari ST, Atari STE (домашний)
- Atari MEGA ST, Atari MEGA STE
- Atari TT
- Atari Falcon (домашний)
- Atari Transputer Workstation
- Atari Portfolio (портативный)
- Atari Flashback и Atari Flashback 2

### Текущие
- Ряд видеоигр, включая серию игр Alone in the Dark, серию игр Dragon Ball, серию игр Driver и других

- Atari VCS (2019)